# آندره کینی
آندره کینی (انگلیسی: Andre Kinney؛ زادهٔ ۱۵ آوریل ۱۹۸۹) یک هنرپیشه، و بازیگر سینما اهل ایالات متحده آمریکا است. وی از سال ۱۹۹۶ میلادی تاکنون مشغول فعالیت بوده‌است.

## گزیده فیلمشناسی
از فیلم‌ها یا برنامه‌های تلویزیونی که وی در آن نقش داشته‌است می‌توان به آثار زیر اشاره کرد.
- زره‌دار
- بخش فوریت‌های پزشکی (مجموعه تلویزیونی)
- دنیای مالکوم
- استخوان‌ها (مجموعه تلویزیونی)